# Ilià Kutépov
Ilià Olegovitx Kutépov (en rus: Илья Олегович Кутепов; 29 de juliol de 2013) és un jugador professional rus de futbol que actualment juga com a defensa central pel FK Spartak Moscou.

## Carrera en equips
Va debutar a la lliga russa el 10 de desembre de 2012 per l'Spartak Moscou en un partit contra el FK Rubin Kazan.

## Carrera internacional
Va ser convocat per la selecció professional russa l'agost de 2016 per partits contra Turquia i Ghana. Va debutar el 9 d'octubre de 2016 en un amistós contra Costa Rica.
L'11 de maig de 2018 va ser inclòs a la selecció russa ampliada per la Copa del Món de Futbol de 2018. El 3 de juny de 2018 va ser inclòs a l'equip de la selecció definitiu.

## Estadístiques de la carrera

### Equip
Actualitzat el 13 de maig de 2018
| Equip                 | Temporada           | Lliga                 | Lliga   | Lliga | Copa    | Copa | Continental | Continental | Total   | Total |
| Equip                 | Temporada           | Divisió               | Partits | Gols  | Partits | Gols | Partits     | Gols        | Partits | Gols  |
| --------------------- | ------------------- | --------------------- | ------- | ----- | ------- | ---- | ----------- | ----------- | ------- | ----- |
| FC Togliatti          | 2009                | PFL                   | 0       | 0     | 0       | 0    | –           | –           | 0       | 0     |
| FC Akademiya Tolyatti | 2010                | PFL                   | 7       | 0     | 0       | 0    | –           | –           | 7       | 0     |
| FC Akademiya Tolyatti | 2011–12             | PFL                   | 17      | 0     | 0       | 0    | –           | –           | 17      | 0     |
| FC Akademiya Tolyatti | Total               | Total                 | 24      | 0     | 0       | 0    | 0           | 0           | 24      | 0     |
| FK Spartak-2 Moscou   | 2013–14             | PFL                   | 21      | 3     | –       | –    | –           | –           | 21      | 3     |
| FK Spartak-2 Moscou   | 2014–15             | PFL                   | 21      | 2     | –       | –    | –           | –           | 21      | 2     |
| FK Spartak-2 Moscou   | 2015–16             | FNL                   | 24      | 1     | –       | –    | –           | –           | 24      | 1     |
| FK Spartak-2 Moscou   | 2017–18             | FNL                   | 1       | 0     | –       | –    | –           | –           | 1       | 0     |
| FK Spartak-2 Moscou   | Total               | Total                 | 67      | 6     | 0       | 0    | 0           | 0           | 67      | 6     |
| FK Spartak Moscou     | 2012–13             | Lliga russa de futbol | 1       | 0     | 0       | 0    | 0           | 0           | 1       | 0     |
| FK Spartak Moscou     | 2013–14             | Lliga russa de futbol | 0       | 0     | 0       | 0    | 0           | 0           | 0       | 0     |
| FK Spartak Moscou     | 2014–15             | Lliga russa de futbol | 0       | 0     | 1       | 0    | –           | –           | 1       | 0     |
| FK Spartak Moscou     | 2015–16             | Lliga russa de futbol | 10      | 0     | 0       | 0    | –           | –           | 10      | 0     |
| FK Spartak Moscou     | 2016–17             | Lliga russa de futbol | 24      | 0     | 0       | 0    | 2           | 0           | 26      | 0     |
| FK Spartak Moscou     | 2017–18             | Lliga russa de futbol | 18      | 1     | 3       | 1    | 5           | 0           | 26      | 2     |
| FK Spartak Moscou     | Total               | Total                 | 53      | 1     | 4       | 1    | 7           | 0           | 64      | 2     |
| Total de la carrera   | Total de la carrera | Total de la carrera   | 144     | 7     | 4       | 1    | 7           | 0           | 155     | 8     |

### Internacional
Actualitzat l'1 de juny de 2018.
| Rússia | Rússia  | Rússia |
| Any    | Partits | Gols   |
| ------ | ------- | ------ |
| 2016   | 3       | 0      |
| 2017   | 2       | 0      |
| 2018   | 6       | 0      |
| Total  | 11      | 0      |

## Palmarès
Spartak Moscou
- Lliga russa de futbol: 2016-2017
- Supercopa russa de futbol: 2017